# 利原鉄山駅
利原鉄山駅（リウォンチョルサンえき、朝鮮語: 리원철산역）は、朝鮮民主主義人民共和国咸鏡南道利原郡にある駅で、 利原線に属する。

## 隣の駅
利原線
利原鉄山駅 - 羅興駅